# Christoph Glaubitz
Christoph Glaubitz z Rębiszowa – geometra dóbr Schaffgotschów w Gryfie na Dolnym Śląsku. 
W 1734 r. na zlecenie Johanna Ludwiga von Zierotina z Velkich Losin sporządził tzw. „Złotą księgę” dóbr niemodlińsko-tułowickich, zawierającą ich szczegółowy opis wraz z wieloma planami i mapami oraz imiennymi listami poddanych. Księga ta obecnie przechowywana jest w „Haus Schlesien” w Königswinter-Heisterbacherrott w Niemczech. W księdze tej znajduje się między innymi kolorowy rysunek zamku niemodlińskiego, będący najstarszym zachowanym przedstawieniem ikonograficznym tej budowli.